# Umangite
La umangite è un minerale.

## Abito cristallino
Cristalli non conosciuti.

## Origine e giacitura
Genesi idrotermale.
Reperibile in Germania, Cecoslovacchia, Argentina, Svezia.

## Forma in cui si presenta in natura
Aggregati granulari.